# Триплатинатулий
Триплатинатулий — бинарное неорганическое соединение
платины и тулия
с формулой TmPt3,
кристаллы.

## Получение
- Сплавление стехиометрических количеств чистых веществ:

{\displaystyle {\mathsf {3Pt+Tm\ {\xrightarrow {1825^{o}C}}\ TmPt_{3}}}}

## Физические свойства
Триплатинатулий образует кристаллы
кубической сингонии,
пространственная группа P m3m,
параметры ячейки a = 0,4044 нм, Z = 1,
структура типа тримедьзолота AuCu3
.
Соединение конгруэнтно плавится при температуре ≈1825 °C ,
энтальпия образования -443 кДж/моль .